# T. J. 밀러
토드 제임스 "티제이" 밀러(영어: Todd James "T. J." Miller, 1981년 6월 4일 ~ )는 미국의 배우이다.

## 출연 작품
- 더 스탠드-인 (2020)
- 언더워터 (2020)
- 데드풀2: 순한 맛 (2018)
- 데드풀 2 (2018)
- 레디 플레이어 원 (2018)
- 원펀치 2 (2017)
- 이모티: 더 무비 (2017)
- 오피스 크리스마스 파티 (2016)
- 데드풀 (2016)
- 실리콘 밸리 시즌2 (2015)
- 헬 앤 백 (2015)
- 드래곤: 던 오브 더 드래곤 레이서 (2014)
- 실리콘 밸리 시즌1 (2014)
- 더티 파티 (2014)
- 빅 히어로 (2014)
- 드래곤 길들이기 2 (2014)
- 트랜스포머: 사라진 시대 (2014)
- 리틀 브라더 (2012)
- 세상의 끝까지 21일 (2012)
- 락 오브 에이지 (2012)
- 아이스 에이지: 어 매머드 크리스마스 (2011)
- 드래곤 길들이기: 나이트 퓨리의 선물 (2011)
- 아워 이디엇 브라더 (2011)
- 요기 베어 (2010)
- 컴 백 록스타 (2010)
- 내겐 너무 과분한 그녀 (2010)
- 걸리버 여행기 (2010)
- 언스토퍼블 (2010)
- 드래곤 길들이기 (2010)
- 더 굿: 리브 하드, 셀 하드 (2009)
- 클로버필드 (2008)
- 카풀러스 (2007)